# Demarcació jueva
La demarcació jueva (en rus: черта оседлости, txertà ossédlosti, 'línia d'assentament') és el nom que rep la regió occidental de la frontera de l'Imperi Rus, on es permetia l'assentament de població jueva. La demarcació s'estenia al llarg de tota la frontera amb l'Europa Central, amb diferents fronteres que van existir des del 1791 fins al 1917 (de facto fins al 1915) en què es va permetre la residència permanent de jueus i més enllà de la qual la residència jueva, permanent o temporal, estava majoritàriament prohibida.

Províncies de l'Imperi Rus per on s'estenia la Demarcació jueva

Tot i així, la majoria dels jueus estaven exclosos de la residència en diverses ciutats dins de la Demarcació. A pocs jueus se'ls va permetre viure fora de la zona, inclosos els que tenien estudis universitaris, els ennoblits, els membres dels gremis de comerciants més acomodats i els artesans particulars, alguns militars i alguns serveis associats a ells, inclosos els seus famílies, i de vegades els seus servents.
La demarcació jueva comprenia només un 20 % del territori de la Rússia europea, que correspon a les fronteres històriques de la República de les Dues Nacions i que en l'actualitat són els estats de Lituània, Belarús, Polònia, Moldàvia, Ucraïna i les parts més occidentals de Rússia.
Diverses ciutats incloses en la demarcació en quedaven excloses, de manera que no s'hi permetia l'assentament de jueus. Determinades categories qualificades de jueus podien viure fora de la demarcació, entre ells els que tenien educació superior, els caraïtes, els juhurim, els jueus de Bukharà, els mercaders de la primera guilda o els artesans agremiats.